# Universitatea Doshisha
Universitatea Doshisha (同志社大学 Dōshisha daigaku?) sau Dodai (同大 Dōdai?) este o instituție privată de învățământ superior din Kyoto, Japonia. Înființată în 1875, este una dintre cele mai vechi instituții private de învățământ superior din Japonia și are aproximativ 30.000 de studenți înscriși în patru campusuri din Kyoto. Este una dintre universitățile „Global 30” din Japonia și membru al „Kan-Kan-Dō-Ritsu” (関関同立) , un grup de patru universități private de top din regiunea Kansai din vestul Japoniei, alături de Universitatea Kansai, Universitatea Kwansei Gakuin și Universitatea Ritsumeikan.

## Absolvenți renumiți
- Yū Fujiki (1931-2005)
- Yuki Ota (n. 1985)
- Satoru Uyama (n. 1991)